# شهرستان اونیدا (آیداهو)
شهرستان اونایدا، آیداهو (به انگلیسی: Oneida County, Idaho) یک سکونتگاه مسکونی در ایالات متحده آمریکا است که در آیداهو واقع شده‌است.

## خصوصیات
شهرستان اونایدا ۳٬۱۱۳٫۱۸ کیلومترمربع مساحت دارد.